# غاریقونیان
غاریقونیان (Agaricaceae) تیره‌ای از قارچ‌های چتری هستند که شامل غاریقون یا آغاریقون (Agaricus aurantiacus) نیز می‌شوند. تیره غاریقونیان ۸۵ سرده و ۱۳۴۰ گونه دارد.